# Clovia fusiformis
Clovia fusiformis is een halfvleugelig insect uit de familie Aphrophoridae. De wetenschappelijke naam van deze soort is voor het eerst geldig gepubliceerd in 1952 door Lallemand & Synave.